# Liste des matières de la théorie des nombres
 (décembre 2015).
Si vous disposez d'ouvrages ou d'articles de référence ou si vous connaissez des sites web de qualité traitant du thème abordé ici, merci de compléter l'article en donnant les références utiles à sa vérifiabilité et en les liant à la section « Notes et références ».

## Facteur (mathématiques)
- Nombres composés
  - Nombres hautement composés
- Parité (arithmétique)
- Diviseur
  - Plus grand commun diviseur (PGCD)
  - Plus petit commun multiple (PPCM)
  - Algorithme d'Euclide
  - Nombres premiers entre eux
  - Lemme d'Euclide
  - Théorème de Bachet-Bézout
  - Algorithme d'Euclide étendu
  - Table des diviseurs
- Nombres premiers
  - Inégalité de Bonse
- Facteur premier
  - Table des facteurs premiers
- Formule pour les nombres premiers
- Factorisation
  - Nombre RSA
- Théorème fondamental de l'arithmétique
- Entier sans facteur carré
- Carré parfait
- Puissance de deux
- Polynôme à valeurs entières
- Théorie multiplicative des nombres

## Fractions
- Nombre rationnel
- Fraction unitaire
- Fraction irréductible = en plus petits termes
- Fraction dyadique
- Décimale récurrente
- Nombre cyclique
- Fraction continue
- Suite de Farey
  - Cercle de Ford
  - Arbre de Stern-Brocot
- Somme de Dedekind
- Fraction égyptienne

## Arithmétique modulaire
- Réduction de Montgomery
- Exponentiation modulaire
- Théorème de congruence linéaire
- Théorème des restes chinois
- Système modulaire de représentation : RNS
- Petit théorème de Fermat
  - Démonstrations du petit théorème de Fermat
- Fonction φ d'Euler
  - nombre noncototient
  - nombre nontotient
- Théorème d'Euler
- Théorème de Wilson
- Racine primitive modulo n
  - Ordre multiplicatif
  - Logarithme discret
- Résidu quadratique
  - Critère d'Euler
  - Symbole de Legendre
  - Lemme de Gauss
- Congruence de carrés
- Formule de Luhn
- Cryptanalyse Mod n

## Test de primalitéet factorisation
- Divisions successives
- Crible de Sundaram
- Crible d'Ératosthène
- Crible d'Atkin
- Test de primalité de Fermat
  - Nombre pseudo-premier
  - Nombre de Carmichael
  - Nombre pseudo-premier d'Euler
  - Nombre pseudo-premier d'Euler-Jacobi
  - Nombre pseudo-premier de Fibonacci
  - Nombre premier probable
- Test de primalité AKS
- Test de primalité de Miller-Rabin
- Test de primalité de Lucas-Lehmer
- Test de primalité de Lucas-Lehmer pour les nombres de Mersenne
- Test de primalité de Solovay-Strassen
- NewPGen
- Factorisation entière, Algorithme de factorisation en nombre premier
  - Algorithme p-1 de Pollard
  - Algorithme rho de Pollard
  - Factorisation en courbe elliptique de Lenstra
  - Factorisation de Dixon
  - Crible quadratique
  - Crible spécial de corps de nombres (SNFS)
  - Crible général de corps de nombres (GNFS)
  - Algorithme de Shor
- Algorithme probabiliste
- Compétition de factorisation RSA
  - FAFNER

## Fonction arithmétique
- Fonction multiplicative
- Fonction additive
- Convolution de Dirichlet
- Fonction de Möbius
  - Formule d'inversion de Möbius
- Fonction sigma
- Fonction somme des puissances k-ièmes des diviseurs
- Fonction de Liouville
- Fonction partage d'un entier
- Fonction partition
  - Partition entière
  - Nombres de Bell
  - Fonction de Landau
  - Théorème des nombres pentagonaux

## Théorie analytique des nombres: problème additifs
- Primorielle
  - Nombre premier primoriel
- Constellation de nombres premiers
  - Nombres premiers jumeaux
    - Conjecture des nombres premiers jumeaux
    - Constante de Brun

  - Nombres premiers cousins
  - Quadruplet de nombres premiers
  - Nombres premiers sexy
- Nombre premier de Sophie Germain
- Nombre premier sûr
- Chaîne de Cunningham
- Conjecture de Goldbach
  - Conjecture faible de Goldbach
- Seconde conjecture de Hardy-Littlewood
- Hypothèse H de Schinzel
  - Conjecture de Bateman-Horn
- Problème de Waring
  - Identité de Brahmagupta
  - Identité des quatre carrés d'Euler
  - Théorème des quatre carrés de Lagrange
  - Nombre taxicab
  - Nombre taxicab généralisé
  - Nombre cabtaxi
- Somme d'ensembles
- Densité de Schnirelmann
- Constante de Landau-Ramanujan
- Nombre de Sierpinski
  - Dix-sept ou arrêt

## Théorie algébrique des nombres
- Entier de Gauss, Rationnel de Gauss
- Entier d'Eisenstein
- Critère d'Eisenstein
- Nombre premier d'Eisenstein
- Corps quadratique
- Corps de nombres
  - Anneau de Dedekind
- Corps global
- Groupe des classes d'idéaux
  - Problème du nombre de classes pour les corps quadratiques imaginaires
  - Théorème de Stark-Heegner
  - Nombre de Heegner
  - Congruence d'Ankeny-Artin-Chowla
- Racine de l'unité
  - Période de Gauss, Somme de Gauss
  - Théorème de Chowla-Mordell
  - Corps cyclotomique
    - Théorème de Stickelberger
    - Conjecture de Vandiver
    - Théorème de Kronecker-Weber
    - Théorème de Herbrand-Ribet

  - Transformation théorique de nombre
- Théorème des unités de Dirichlet
- Discriminant
- Ramification
- Différente
- Décomposition des idéaux premiers dans les extensions galoisiennes
- Automorphisme de Frobenius
- Théorème de densité de Chebotarev
- Extension abélienne
- Loi de réciprocité quadratique
- Théorie des corps de classes
  - Théorie des corps de classes locaux
  - Formation de classes
  - Théorème d'existence de Takagi
  - Théorème de la norme de Hasse
  - Multiplication complexe
    - Variété abélienne de type CM
- Base normale intégrale
  - Théorème de Hilbert-Speiser
- Corps totalement réel
- Formule de Chowla-Selberg
- Nombre p-adique
  - Analyse p-adique, Théorème de Mahler
  - Analyse locale
- Corps local
- Anneau adélique
- Module de Galois
- Cohomologie galoisienne
  - Groupe de Brauer
- Théorie d'Iwasawa
- Système d'Euler

## Formes quadratiques
- Forme quadratique binaire
- Réseau unimodulaire (en)
- Théorème des deux carrés de Fermat

## Fonctions L
- Fonction zêta de Riemann
  - Problème de Mengoli sur ζ(2)
  - Nombre de Bernoulli
  - Polynôme de Bernoulli
  - Théorème de von Staudt-Clausen
  - Conjecture d'Agoh-Giuga
  - Fonction zêta de Hurwitz
- Série de Dirichlet
- Produit eulérien
- Théorème des nombres premiers
  - Fonction de compte des nombres premiers
  - Logarithme intégral
  - Fonction d'écart logarithmique intégrale
  - Constante de Legendre
  - Nombre de Skewes
  - Postulat de Bertrand
  - Série des inverses des nombres premiers
  - Conjecture de Cramér
- Hypothèse de Riemann
  - Théorème de la droite critique
  - Conjecture de Hilbert-Pólya
  - Hypothèse de Riemann généralisée
  - Théorème de Bombieri-Vinogradov
  - Fonction de Mertens, Conjecture de Mertens, Constante de Meissel-Mertens
  - Constante de De Bruijn-Newman
- Caractère de Dirichlet
- Série L de Dirichlet
  - Zéro de Siegel
  - Convolution de Dirichlet
  - Série de Lambert
- Théorème de Dirichlet
  - Théorème de Linnik
  - Conjecture d'Elliott-Halberstam
- Équation fonctionnelle (fonction L)
- Théorème de densité de Chebotarev
- Fonction zêta locale
  - Théorème de Hasse sur les courbes elliptiques
  - Conjectures de Weil
- Forme modulaire
  - Groupe modulaire
  - Sous-groupe de congruence (en)
  - Opérateur de Hecke
  - Forme parabolique
  - Série d'Eisenstein
  - Courbe modulaire
  - Conjecture de Ramanujan-Petersson
- Conjecture de Birch et Swinnerton-Dyer
- Forme automorphe
- Formule des traces de Selberg
- Conjecture d'Artin
- Conjecture de Sato-Tate
- Programme de Langlands
- Théorème de modularité

## Équation diophantienne
- Équation de Thue
- Triplet pythagoricien
- Équation de Pell-Fermat
- Courbe elliptique
  - Théorème de Nagell-Lutz
  - Théorème de Mordell-Weil
  - Arithmétique des variétés abéliennes (en)
- Dernier théorème de Fermat
- Conjecture de Mordell
- Conjecture d'Euler
- Conjecture abc
- Conjecture de Catalan
- Conjecture de Pillai
- Principe de Hasse
- Ensemble diophantien
- Théorème de Matiyasevich
- Mille sept cent vingt-neuf

## Approximation diophantienne
- Nombre irrationnel
  - Racine carrée de deux
  - Entier quadratique
  - Irrationnel quadratique
  - Racine carrée entière
  - Nombre algébrique
    - Nombre de Pisot-Vijayaraghavan

  - Nombre de Salem
  - Nombre transcendant
    - e (nombre)
    - pi
    - Quadrature du cercle
    - Théorème de Lindemann-Weierstrass
    - Septième problème de Hilbert
    - Théorème de Gelfond-Schneider

  - Constante d'Erdős-Borwein
- Nombre de Liouville
- Fraction continue
  - Table de constantes mathématiques
  - Constante de Khinchin
  - Constante de Lévy
  - Théorème de Lochs
  - Opérateur de Gauss-Kuzmin-Wirsing
  - Fonction point d'interrogation
- Théorème de Kronecker
- Théorème de Thue-Siegel-Roth
- Constante de Prouhet-Thue-Morse
- Constante de Gelfond-Schneider
- Suite équidistribuée
- Théorème de Beatty
- Conjecture de Littlewood
- Fonction de discrépance (en)
  - Suite à discrépance faible
  - Constructions de suites à discrépance faible (en)
  - Suite de Halton (en)
- Géométrie des nombres
  - Théorème de Minkowski
  - Théorème de Pick
  - Théorème de compacité de Mahler (en)
- Mesure de Mahler
- Résultats effectifs en théorie des nombres
- Théorème de Mahler

## Méthodes du crible
- Grand crible (en)

## Nombres premiersparticuliers
- Nombre premier de Chen
- Nombre de Cullen premier
- Nombre premier de Fermat
- Nombre premier illégal
- Nombre premier de Mersenne
  - Nouvelle conjecture de Mersenne
  - Great Internet Mersenne Prime Search
- Nombre de Newman-Shanks-Williams premier
- Nombre premier de Sophie Germain
- Nombre premier super-singulier
- Nombre premier de Wagstaff
- Nombre premier de Wall-Sun-Sun
- Nombre premier de Wieferich
- Nombre premier de Wilson
- Nombre premier de Wolstenholme
- Nombre de Woodall premier
- Pages de nombres premiers

## Nombrespseudo-aléatoires
- Générateur de nombres pseudo-aléatoires
  - Générateur cryptographiquement sûr de nombres pseudo-aléatoires (en)
- Méthode des Middle-square
- Blum Blum Shub
- ISAAC
- Générateur de Fibonacci éloignés
- Générateur congruentiel linéaire
  - Mersenne Twister
- Linear feedback shift register
- Générateur par rétrécissement
- Chiffrement de flux
- ACORN (en) Additive Congruential Random Numbers

## Résumé de textes historiques
- Disquisitiones arithmeticae
- Über die Anzahl der Primzahlen unter einer gegebenen Grösse
- Vorlesungen über Zahlentheorie (en)

## Rubriques récréatives
Beaucoup de matières en théorie des nombres trouvent leur origine dans des problèmes de compétition posés purement pour leur propre intérêt[réf. nécessaire]. Voir mathématiques récréatives.
- Nombre de Friedman
- Suite d'entiers
- Suite de Fibonacci
  - Base d'or
  - Codage de Fibonacci
- Suite de Lucas
- Somme numérique
- Persistance d'un nombre
- Nombre normal
  - Nombre de Stoneham
  - Constante de Champernowne

### Suites de nombres
- Nombre figuré
- Nombre polygonal
  - Nombre triangulaire
  - Carré parfait
  - Nombre carré triangulaire
  - Nombre pentagonal
  - Nombre hexagonal
  - Nombre heptagonal
  - Nombre octogonal
  - Nombre ennéagonal
  - Nombre décagonal
- Nombre centré
  - Nombre triangulaire centré
  - Nombre carré centré
  - Nombre pentagonal centré
  - Nombre hexagonal centré
  - Nombre heptagonal centré
  - Nombre octogonal centré
  - Nombre ennéagonal centré
  - Nombre décagonal centré
- Nombre tétraédrique
- Nombre cubique
- Nombre cubique centré
- Nombre pyramidal
  - Nombre pyramidal triangulaire
  - Nombre pyramidal carré
  - Nombre pyramidal pentagonal
  - Nombre pyramidal hexagonal
  - Nombre pyramidal heptagonal
- Nombre octaédrique
- Nombre étoilé
- Nombre parfait
  - Nombre quasi parfait
  - Nombre presque parfait
  - Nombre parfait multiple
  - Nombre hyperparfait
  - Nombre semi-parfait
  - Nombre semi-parfait primitif
  - Nombre unitairement parfait
  - Nombre étrange
- Nombres amicaux
- Nombre sociable
- Nombre abondant
- Nombre déficient
- Suite aliquote
- Nombre et supernombre de Poulet
- Nombre chanceux
- Nombre heureux
- Nombre puissant
- Nombre uniforme
- Nombre palindrome
- Nombre automorphe
- Nombre polydivisible
- Nombre en division harmonique
- Nombre sphénique
- Nombre Harshad
- Nombre de Kaprekar
- Nombre de Keith
- Nombre de Leyland
- Nombre de Lychrel
- Nombre de Motzkin
- Nombre de Niven
- Nombre de Smarandache-Wellin
- Nombre de Smith
- Nombre de Zeisel
- Nombre double de Mersenne
- Nombre oblong
- Nombre intouchable
- Auto nombre
- Nombre hautement totient
- Nombre pratique
- Nombre vampire

### Nombres premiers et suites reliées
- Nombre semi-premier
- Nombre presque premier
- Nombre premier équilibré
  - Nombre premier fort (en) ou faible
- Nombre premier unique
- Nombre premier factoriel
- Nombre premier permutable
- Nombre premier palindrome
- Nombre premier cubain
- Nombre premier chanceux

### Carrés magiques, etc.
- Spirale d'Ulam
- Étoile magique
- Carré magique
  - Forme standard de Frénicle
  - Carré magique d'inverses de nombres premiers
  - Carré bimagique
  - Carré trimagique
  - Carré multimagique
  - Carré diabolique
  - Carré satanique
  - Carré magique plus que parfait
  - Méthode LUX de Conway pour les carrés magiques
- Cube magique
  - Cube magique parfait
  - Cube magique semi-parfait
  - Cube bimagique
  - Cube trimagique
  - Cube multimagique
- Hypercube magique
- Constante magique
- Quadrature du carré
- Cubage du cube